# Pomnik Polaków Ratujących Żydów w Łodzi

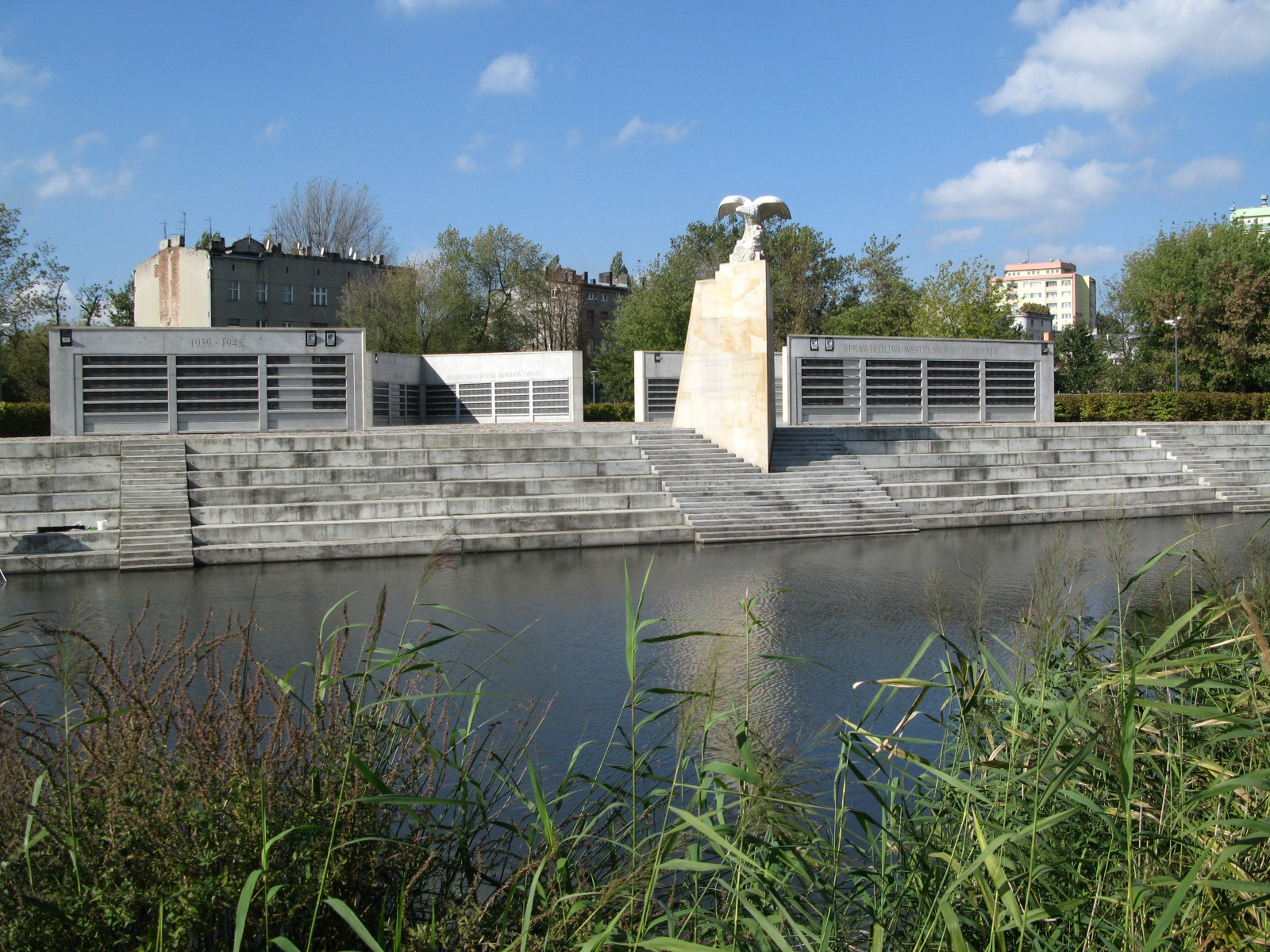
Widok całego pomnika

Pomnik Polaków Ratujących Żydów – pomnik poświęcony Polakom uhonorowanym tytułem „Sprawiedliwy wśród Narodów Świata”, powstały w 2009 wg projektu Czesława Bieleckiego w Parku Ocalałych w Łodzi.

## Historia
Pomnik powstawał w wyniku determinacji prezydenta Łodzi – Jerzego Kropiwnickiego oraz dzięki pomysłowi głównego projektanta. Powstawał w latach 2005–2009. Jego inwestorem był Wydział Ochrony Środowiska Urzędu Miasta Łodzi, a głównym projektantem Czesław Bielecki. Monument odsłonięto 27 sierpnia 2009. Uroczystości odsłonięcia pomnika odbyły się przy udziale prezydenta Polski – Lecha Kaczyńskiego.

## Architektura
Pomnik powstał na powierzchni 60 m² i jest kompozycją architektoniczno-ogrodową. Stanowią go ściany z betonu architektonicznego, tworzące kształt Gwiazdy Dawida, mającej symbolizować naród żydowski, którą powtarza szpaler grabów ustawiony dookoła murów. Na każdej ze ścian pomnika umieszczono napis „Sprawiedliwi wśród Narodów Świata 1939–1945”. Monument został wewnątrz wybrukowany, a ponadto w posadzce umieszczono oświetlenie ścian pomnika, na których znajduje się około 6,5 tys. tabliczek z nazwiskami Polaków odznaczonych przez Jad Waszem medalem Sprawiedliwy wśród Narodów Świata, w tym m.in. upamiętniające Jana Karskiego, Irenę Sendlerową, Władysława Bartoszewskiego, Józefa i Wiktorię Ulmów. Jeden z wierzchołków Gwiazdy Dawida stanowi orzeł, mający symbolizować naród polski, umieszczony na cokole, wykonany z trawertynu. Rzeźba ta wcina się w schody nabrzeża rzeki Łódki. Na cokole rzeźby znalazł się napis „Polakom ratującym Żydów w latach 1939–1945”, a także cytaty z Ewangelii i Talmudu po polsku, hebrajsku i angielsku, w tym m.in. inskrypcja „Kto ratuje jedno życie, ten ratuje cały świat”, widniejąca również na medalach przyznawanych przez Yad Vashem.
Pomnik zrealizował zespół autorski złożony z osób takich jak: Czesław Bielecki, Lenka Cederbaum, Krzysztof Adamus, Barbara Pietrasik, a rzeźbę orła wykonał Waldemar Mazurek.

## Nagrody
Nagroda w kategorii Przestrzeń Publiczna Ukształtowana w Zieleni, przyznana przez Towarzystwo Urbanistów Polskich w (2010).